# Kora wzrokowa
     płat czołowy
     płat ciemieniowy
     płat skroniowy
     płat potyliczny
Kora wzrokowa obejmuje 3 obszary:

Elementy kolorowe stanowią części kresomózgowia, a konkretnie półkuli mózgu. Są to:
płat czołowy
płat ciemieniowy
płat skroniowy
płat potyliczny

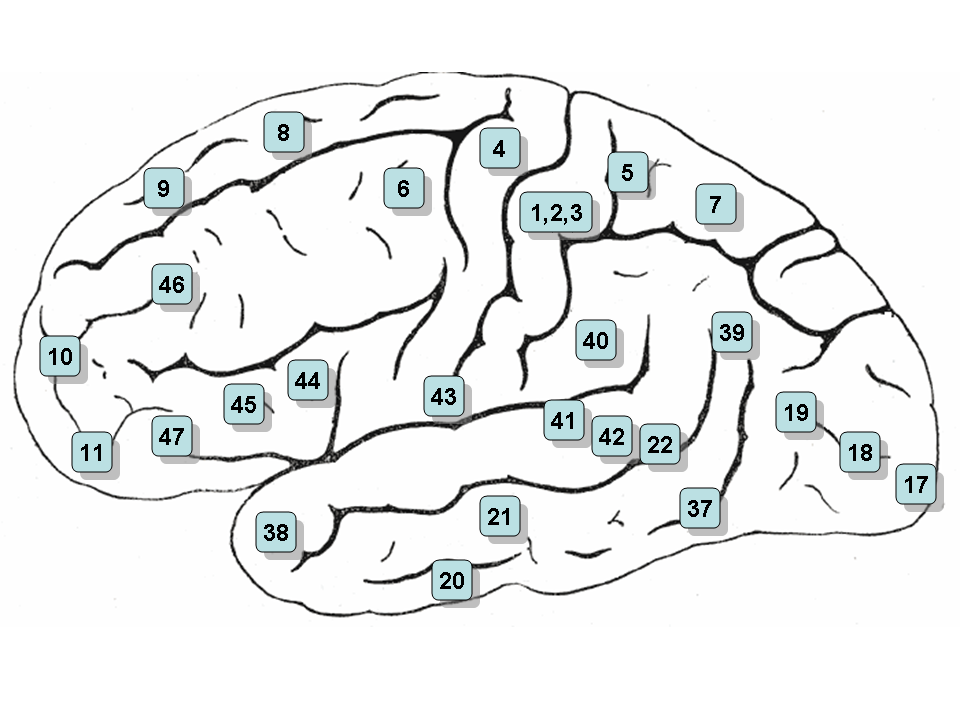
Lokalizacja pól Brodmanna na powierzchni górno-bocznej półkuli mózgu

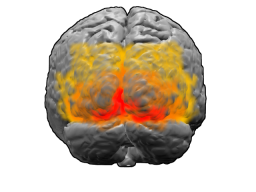
Pola Brodmanna: 17 – pierwszorzędowa kora wzrokowa (czerwone), 18 (pomarańczowe), 19 (żółte)

- pierwszorzędowa kora wzrokowa (pole 17): bruzda ostrogowa
- drugorzędowa kora wzrokowa (pole 18): zakręt językowaty
- trzeciorzędowa kora wzrokowa (pole 19): zakręt językowaty

Kora wzrokowa (pierwszorzędowa) (pole 17 według Brodmanna) znajduje się w płacie potylicznym pokrywając górną i dolną ścianę bruzdy ostrogowej, zakręt językowaty oraz klinek.
Odpowiedzialna jest za odbiór wrażeń wzrokowych i stanowi ostatni element drogi wzrokowej. Do pola 17 dochodzą włókna nerwowe promienistości wzrokowej, które przewodzą impulsy nerwowe z siatkówki obojga oczu.
Do kory wzrokowej jest zaliczana także asocjacyjna kora wzrokowa (pole 18 i 19). Otrzymuje impulsy z pola 17 i odpowiedzialna jest za analizę bodźców wzrokowych oraz kojarzenie tychże bodźców z innymi pochodzącymi z innych ośrodków mózgu.

## Budowa histologiczna
Kora wzrokowa charakteryzuje się silnym rozwojem warstwy ziarnistej z licznymi drobnymi gęsto ułożonymi komórkami nerwowymi. Warstwa ziarnista wewnętrzna jest bardzo szeroka i dzieli się na trzy podwarstwy: IVa, IVb i IVc.
Komórki gwiazdkowate Cajala są to specyficzne komórki kory wzrokowej, których oś jest równoległa do powierzchni kory mózgu.
Kora wzrokowa odznacza się małą grubością z pasmem istoty białej (prążek Gennariego lub prążek Vicq d'Azyra) dzielącym ją na warstwę wewnętrzną i zewnętrzną. Ze względu na jego obecność pole 17 nazywa się także polem prążkowym.